# Bahnhof Bad Hersfeld
Der Bahnhof Bad Hersfeld ist ein Durchgangsbahnhof in Bad Hersfeld. Er ist ein Fernverkehrshalt und bildet einen ÖPNV-Knoten in Nordhessen. Seit 2006 bedient die cantus Verkehrsgesellschaft mbH im Regionalverkehr mit der Linie RB 5, die von Fulda nach Kassel verkehrt.

## Geschichte
Der Bahnhof wurde mit der Bahnstrecke Bebra–Fulda 1866 eröffnet, wobei er von Januar und Oktober dieses Jahres die Betriebsspitze der Strecke von Bebra her war. 1906 wurde die Strecke nach Oberaula und Treysa in Betrieb genommen. Diese Strecke ist nur noch im Güterverkehr bis Niederaula in Betrieb, der Personenverkehr wurde am 2. Juni 1984 eingestellt. 1912 wurde die Hersfelder Kreisbahn nach Heimboldshausen in Betrieb genommen. Sie besaß ein eigenes Empfangsgebäude auf der dem Staatsbahnhof gegenüber liegenden Seite der Gleise. Hier endete der Verkehr 1993.

## Empfangsgebäude

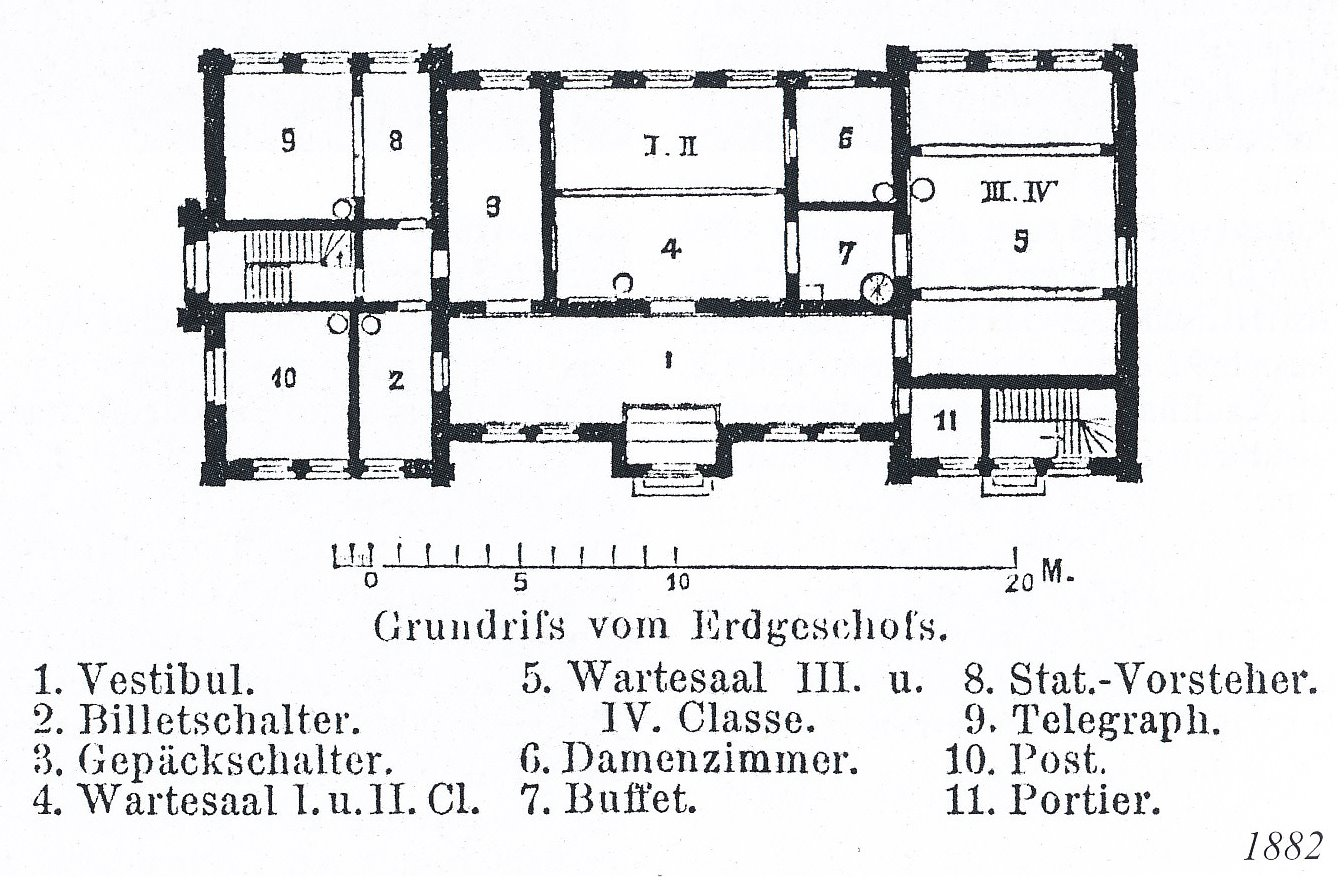
Grundriss des Empfangsgebäudes, 1882

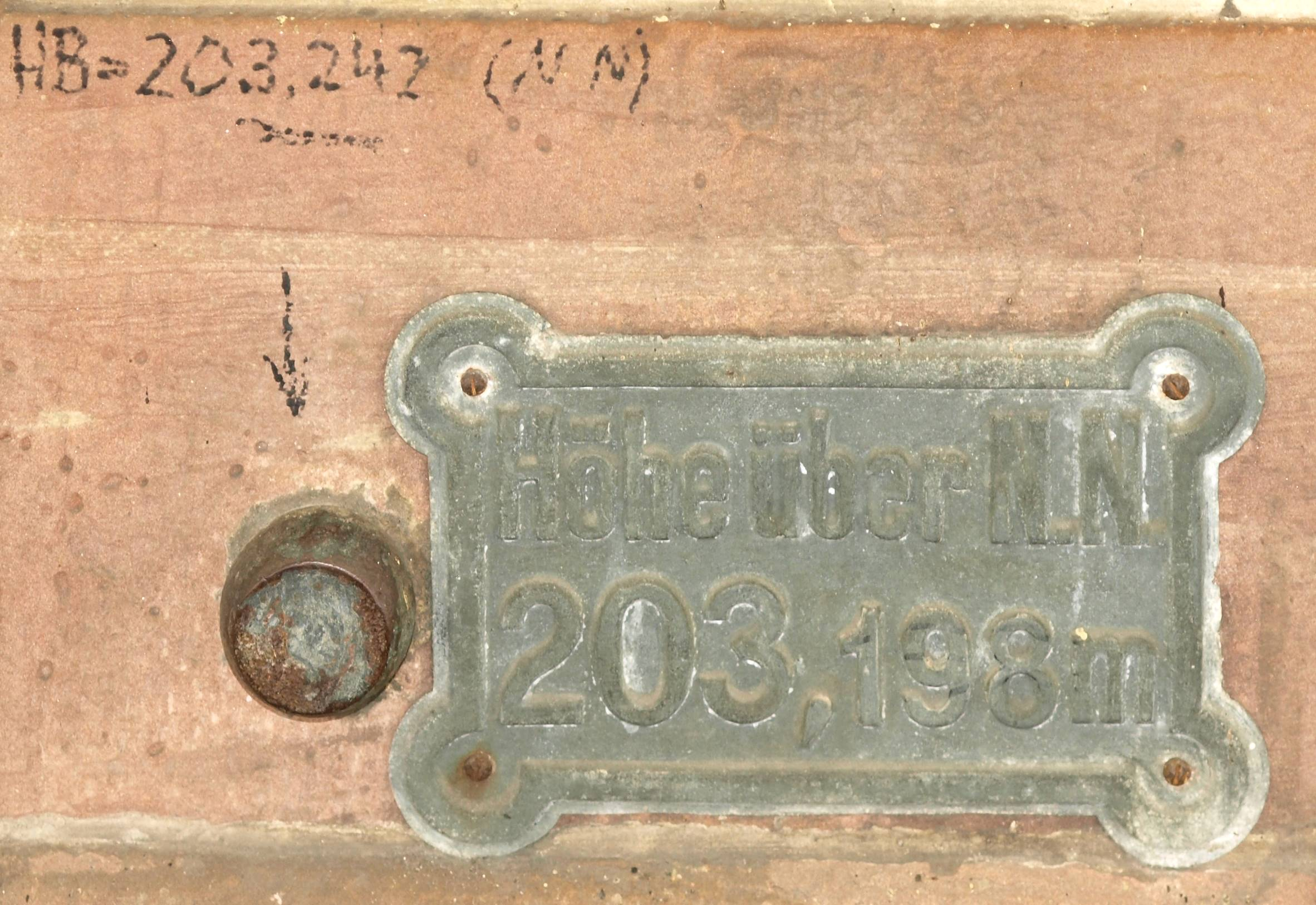
Geodätischer Höhenfestpunkt, 1883

Zur Eröffnung des Streckenabschnittes Bebra–Bad Hersfeld am 22. Januar 1866 wurde als Empfangsgebäude ein Provisorium errichtet, die so genannte „Bude“. Das Provisorium hielt 17 Jahre und wurde noch erweitert. 1883 eröffnete dann ein neues Empfangsgebäude, das der Architekt Paul Rowald geplant hatte, der zu dieser Zeit beim bautechnischen Büro der Frankfurter Eisenbahndirektion arbeitete. Den gleichen Grundriss mit einer leicht geänderten Baudekoration verwendete er nahezu zeitgleich für den Bahnhof Gelnhausen. Das alte holzverschindelte Empfangsgebäude existiert südlich des neuen Empfangsgebäudes immer noch.
Das Empfangsgebäude von 1883 ist ein zweistöckiger Sandsteinbau im Stil der Neuromanik. Es soll einen Bezug zur Stiftsruine herstellen. Die Spitzen der Zwerchgiebel sind mit Kreuzblumen geschmückt, eher eine Anleihe aus der Gotik.
Die Stockwerke werden von einem Gesims getrennt, der sich um das gesamte Gebäude zieht. Der Buntsandstein für den Bahnhof kam von einem Steinbruch bei Jossa. Das Bahnhofsgebäude hat einen H-förmigen Grundriss. An beiden Seiten des Mittelbaus erheben sich spiegelgleich Gebäudeflügel, die sowohl zur Bahnsteig- als auch zur Straßenzeite hin als Risaliten vorspringen. Die lange Front, zum Bahnhofsvorplatz hin weist einen zusätzlichen, kleineren Mittelrisaliten auf. Er läuft in einem Zwerchgiebel aus, der durch ein Gesims betont wird. In dem Giebel ist eine Bahnhofsuhr eingebaut. In dem Mittelrisalit liegt ebenerdig auch der Haupteingang in Form eines Rundbogens. Diese Form taucht in allen Erdgeschossfenstern und den Fenstern in den Giebeln wieder auf.
Auf der Südseite des Empfangsgebäudes wurde 1908 ein einstöckiger Anbau angefügt, stilistisch an das Hauptgebäude angeglichen. Er wurde 1957 umgebaut und mit einem Walmdach versehen. Hier war bis 2005 die Bahnhofsgaststätte untergebracht.
Die Außenhaut des Bahnhofs ist weitgehend unverändert erhalten, auf den Umgebungsschutz des Denkmals aber wurde wenig geachtet: Der Stellwerksturm im Stil des Brutalismus wurde unmittelbar neben das historische Gebäude platziert, die Überdachung des Bahnsteigs 1 wurde so vor die Fassade montiert, dass sie halb abgeschnitten wirkt und der ehemalige Restaurant-Anbau wirkt durch eine nicht genutzte Werbefläche, die seine gesamte Straßenfront einnimmt, verwahrlost. Im Inneren wurde das Empfangsgebäude mehrmals umgebaut und die Raumaufteilung geändert, zuletzt zwischen 2005 und 2008. Damals wurden auch der Bahnhofsvorplatz und die Fußgängerunterführung neu gestaltet. Dafür erhielten 2008 die beteiligen Bauherren, die Stadt Bad Hersfeld, der Nordhessische Verkehrsverbund (NVV), die Deutsche Bahn AG und die beteiligten Architekten den Architektenpreis „Simon-Louis-du-Ry-Plakette“ vom Bund Deutscher Architekten (BDA) verliehen. Die Plakette ist an der Bahnsteigseite des Empfangsgebäudes angebracht.
Das Empfangsgebäude ist heute ein Kulturdenkmal aufgrund des Hessischen Denkmalschutzgesetzes.

## Service

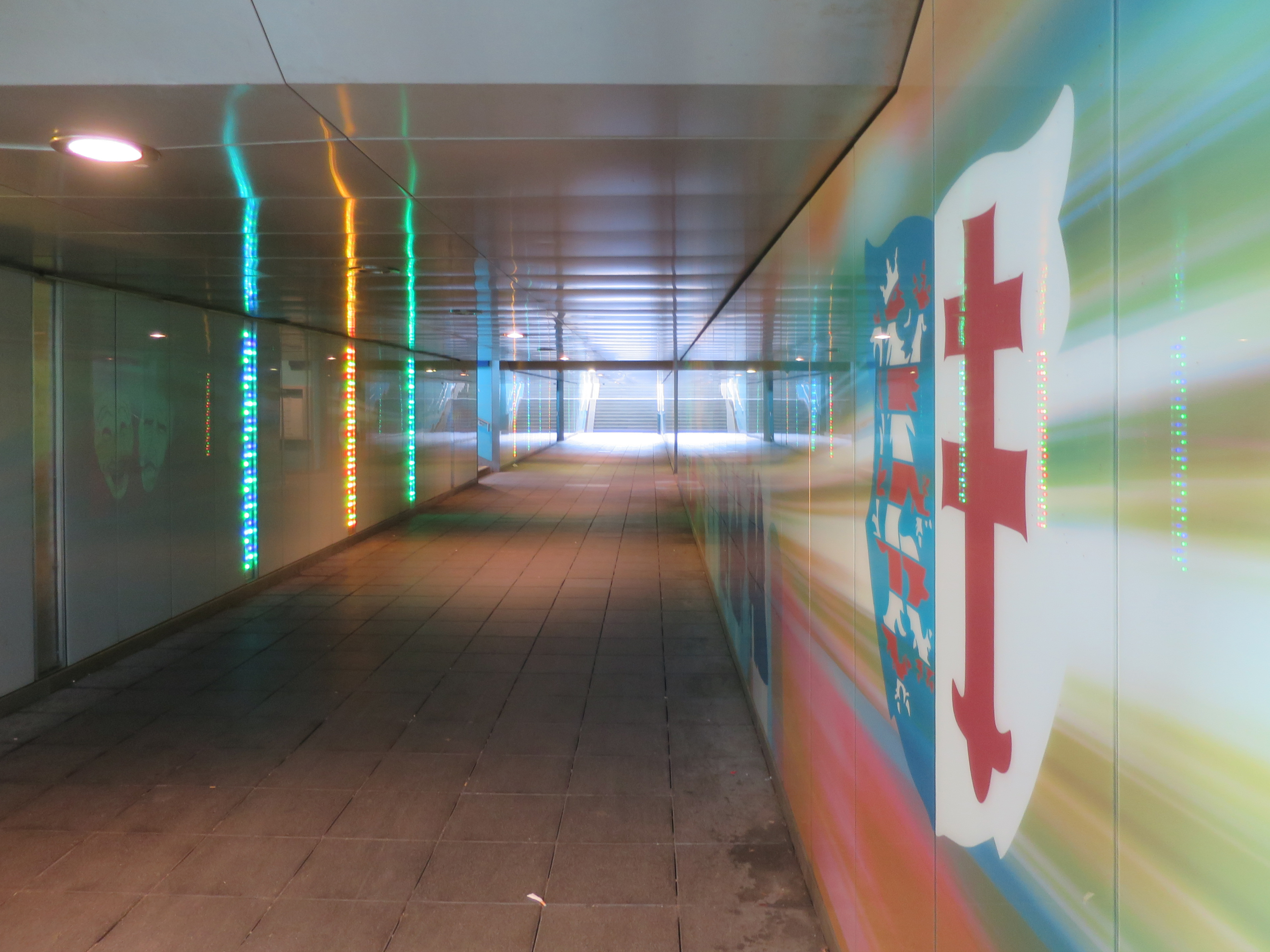
Fußgängerunterführung, 2007

Südlich vom Bahnhofsvorplatz befindet sich der Busbahnhof Bad Hersfeld (FBHFU) für die regionalen und lokalen Buslinien. Fünf Überlandlinien werden von der RhönEnergie Bus betrieben. Sechs weitere Überlandlinien werden von der DB Regio Bus Mìtte bedient. Eine Linie der insgesamt sieben Stadtbuslinien garantiert den Anschluss an alle weiteren Stadtbuslinien, die von der Breitenstraße aus abfahren. Weiterhin gibt es vor dem Bahnhofsvorplatz einen Taxistand und Kurzzeitparkplätze. Park&Ride-Parkplätze existieren auf der gegenüberliegenden Seite der Gleisanlagen. Er ist durch eine Unterführung mit den Bahnsteigen und dem Bahnhofsgebäude verbunden. Gleis 1 ist ebenerdig erreichbar. Die Unterführung, die Gleise 2 und 3 und der Park&Ride-Parkplatz sind 2008 mit Aufzügen versehen worden, so dass ein barrierefreier Zugang möglich ist. In der Bahnhofshalle gibt es einen ServicePoint und seit Ende 2008 einen DB Service Store. Einen weiteren Service bietet die Bahn mit den Mietfahrrädern an (seit Herbst 2009).
Nördlich vom Bahnhofsgebäude liegt das Gebäude für Bahnhofsmanagement, 3-S-Zentrale, Stellwerk und Zugansage. Die Bahnhofsmission ist in einem flachen, holzverschindelten Gebäude südlich vom Bahnhofsgebäude untergebracht.

## Fern- und Regionalverkehr
Seit Dezember 2017 hält alle zwei Stunden ein ICE je Richtung in Bad Hersfeld.
| Linie   | Verlauf | Takt                                     | Betreiber      |
| ------- | --- | ---------------------------------------- | -------------- |
| ICE 11  | München – Stuttgart – Frankfurt – Bad Hersfeld – Hannover – Hamburg-Altona | einzelne Züge nachts                     | DB Fernverkehr |
| ICE 50  | Dresden – Leipzig – Erfurt – Eisenach – Bad Hersfeld – Fulda – Frankfurt (Main) – Frankfurt Flughafen Fernbahnhof – Wiesbaden | 120 min                                  | DB Fernverkehr |
| IC 50   | Bebra – Bad Hersfeld – Hünfeld – Fulda – Hanau – Offenbach (Main) – Frankfurt (Main) | einzelne Züge                            | DB Fernverkehr |
| RE5     | Kassel Hbf – Kassel-Wilhelmshöhe – Melsungen – Rotenburg an der Fulda – Bebra – Bad Hersfeld Stand: Fahrplanwechsel Dezember 2021 | 60 min (wochentags) 120 min (Wochenende) | cantus         |
| RB5     | Kassel Hbf – Kassel-Wilhelmshöhe – Guxhagen – Melsungen – Malsfeld – Malsfeld-Beiseförth – Altmorschen – Heinebach – Rotenburg an der Fulda – Lispenhausen – Bebra – Ludwigsau-Friedlos – Bad Hersfeld – Haunetal-Neukirchen – Burghaun – Hünfeld – Fulda Stand: Fahrplanwechsel Dezember 2021                | 60 min                                   | cantus         |
| RMV-RE5 | Kinzigtalbahn: Frankfurt (Main) Hbf – Frankfurt (Main) Süd – Hanau Hbf – Bad Soden-Salmünster – Schlüchtern – Fulda – Hünfeld – Bad Hersfeld – Bebra Stand: Fahrplanwechsel Dezember 2021 | einzelne Züge                            | DB Regio Mitte |
| RE50    | Kinzigtalbahn: Frankfurt (Main) Hbf – Frankfurt (Main) Süd – Offenbach (Main) Hbf – Hanau Hbf – Langenselbold – Gelnhausen – Wächtersbach – Bad Soden-Salmünster – Steinau (Straße) – Schlüchtern – Flieden – Neuhof (Kr Fulda) – Fulda – Hünfeld – Bad Hersfeld – Bebra Stand: Fahrplanwechsel Dezember 2021 | einzelne Züge                            | DB Regio Mitte |